# Taras Lutsenko
Taras Volodymyrovich Lutsenko (Kiev, Unión Soviética, 1 de febrero de 1974) es un futbolista ucraniano. Jugó de portero y actualmente está retirado.

## Biografía
Taras Lutsenko empezó su carrera futbolística en las categorías inferiores del Dinamo de Kiev. En 1992 debuta con el FC Dynamo-2 Kiev. Jugó en este equipo hasta 1999, a excepción de una temporada en la que se marchó en calidad de cedido al Nyva Vinnytsia. Luego militó en el FC Elista ruso y en el FC Zakarpattia Uzhgorod.
En 2005 el Dinamo de Kiev decide recuperarlo, esta vez para militar en el primer equipo como portero suplente. Con este equipo gana una Liga y dos Copas de Ucrania. Debutó en la Liga de Campeones de la UEFA el 17 de octubre de 2006 en el partido Dinamo de Kiev 0-3 Olympique de Lyon.

## Clubes
| Club                    | País    | Año       |
| ----------------------- | ------- | --------- |
| FC Dynamo-2 Kiev        | Ucrania | 1992-1994 |
| Nyva Vinnytsia          | Ucrania | 1994-1995 |
| FC Dynamo-2 Kiev        | Ucrania | 1995-1999 |
| FC Elista               | Rusia   | 1999-2001 |
| FC Zakarpattia Uzhgorod | Ucrania | 2004-2005 |
| FC Dinamo de Kiev       | Ucrania | 2005-2009 |

## Títulos
- 1 Liga de Ucrania (Dinamo de Kiev, 2007)
- 2 Copas de Ucrania (Dinamo de Kiev, 2006 y 2007)
- 2 Supercopas de Ucrania (Dinamo de Kiev; 2006 y 2007)